# Comédie-Française

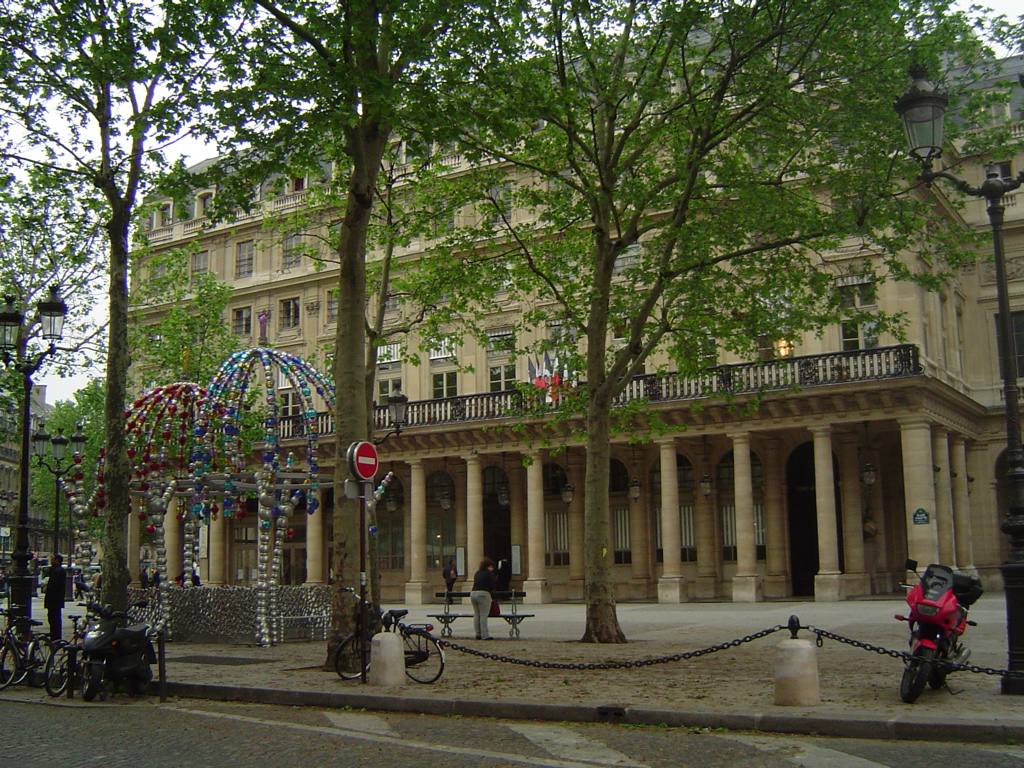
Comédie-Française, Salle Richelieu

Comédie-Française je jedno z šesti divadel ve Francii, které má status Národního divadla (Théâtre national). Jako jediné z těchto divadel má stálý soubor (la Troupe de la Comédie-Française). Budova divadla se nachází v 1. obvodu v Paříži.

## Historie
Jméno Molière je úzce spjato s divadlem, a bylo často nazýváno La Maison de Molière. Jeho velký vliv na francouzské divadelní prostředí a napsané hry utvářely dějiny tohoto divadelního domu.

Comédie-Française byla založena 21. října 1680 dekretem krále Ludvíka XIV. a sloučila oba pařížské divadelní soubory (v Hôtel de Bourgogne a Théâtre de Guénégaud). Repertoár se skládal z děl Molièra, Jeana Racina, Pierre Corneille, Paula Scarrona a Jeana de Rotrou.

Během Velké francouzské revoluce bylo divadlo 3. září 1793 nařízením Výboru pro obecné blaho zavřeno a herci uvězněni. Teprve o šest let později, 30. května 1799, zrušila nová vláda toto uzavření a povolila další představení v Salle Richelieu.
Comédie-Française měla do současnosti na repertoáru kolem 3000 divadelních kusů a disponuje třemi divadelními sály: Salle Richelieu, Théâtre du Vieux-Colombier a Studio-Théâtre.
Divadelní hra Táta musí jíst (Papa doit manger) spisovatelky Marie NDiaye byla v roce 2003 zařazena do repertoáru divadla a dramatička se tak stala první žijící autorkou, jejíž dílo je hráno v tomto národním divadle.